# Inkulab
Makkal Pavalar Inkulab (également écrit Inquilab, Inkulab ou Ingulab, en tamoul : மக்கள் பாவலர் இன்குலாப்), né Shahul Hameed vers 1944 à Chennai (État du Tamil Nadu) et mort le 1er décembre 2016 à Urapakkam[réf. nécessaire], est un poète et écrivain indien tamoul, rationaliste et activiste athée, communiste de tendance marxiste-léniniste. 

## Biographie
Il était un partisan reconnu de Periyar E. V. Ramasamy.